# Maria Plantagenet

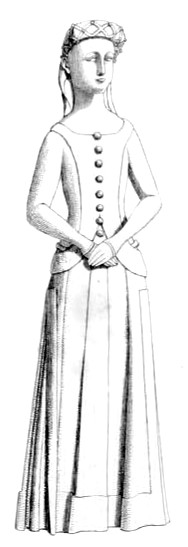
Maria Plantagenet.

Maria Plantagenet, ook bekend als Maria van Waltham, (Waltham, 10 oktober 1344 - september 1361) was een Engelse prinses uit het huis Plantagenet.

## Levensloop
Maria was de vierde dochter van koning Eduard III van Engeland uit diens huwelijk met Filippa van Henegouwen, dochter van graaf Willem III van Holland. Vrijwel meteen na haar geboorte werd ze verloofd met Jan III van Montfort (1339-1399), de zoon van Jan van Montfort, die met Karel van Blois en Johanna van Bretagne in de Bretonse Successieoorlog om de erfopvolging in het hertogdom Bretagne vocht en daarbij gesteund werd door de Engelsen. Deze steun was er gekomen op voorwaarde dat Jan III uitgehuwelijkt zou worden aan een van de dochters van Eduard III. In 1342 werd Jan III voor zijn veiligheid overgebracht naar Engeland. Na de dood van zijn vader kwam hij onder de voogdij van Eduard III te staan.
Maria en Jan III groeiden gezamenlijk op, in verschillende paleizen. Op 3 juli 1361 vond in Woodstock Palace hun huwelijk plaats. Daarna bleef het echtpaar aan het Engelse hof wonen, omdat de Bretonse Successieoorlog nog steeds aan de gang was. Niettemin waren er plannen om het echtpaar naar Bretagne te sturen, waar ze geïnstalleerd zouden worden als hertog en hertogin. Maria werd echter kort na het huwelijk zwaar ziek en overleed in september 1361 op 16-jarige leeftijd, zonder ooit voet te hebben gezet in Bretagne. Ze werd bijgezet in de Abdij van Abingdon.